# 卡斯特里 (埃罗省)
卡斯特里（法語：Castries，法語發音：[kastʁi] ⓘ）是法国埃罗省的一个市镇，属于蒙彼利埃区。

## 地理
卡斯特里（43°40'44"N, 3°58'53"E）面积24.05 平方千米，位于法国奧克西塔尼大區埃罗省，该省份为法国南部沿海省份，南濒地中海，西南接奥德省，西北接塔恩省和阿韦龙省，东北与加尔省接壤。
与卡斯特里接壤的市镇（或旧市镇、城区）包括：蒙托、巴亚尔格、居扎尔格、圣布雷斯、圣德雷泽里、圣热涅斯德穆尔格、叙萨尔格、泰朗、旺达尔盖。

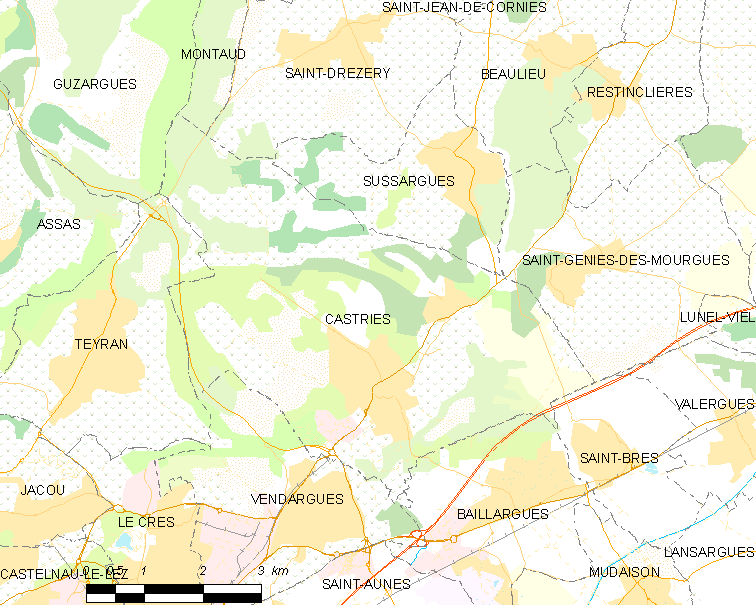
的OSM定位图

卡斯特里的时区为UTC+01:00、UTC+02:00（夏令时）。

## 行政
卡斯特里的邮政编码为34160，INSEE市镇编码为34058。

## 政治
卡斯特里所属的省级选区为勒克雷斯县。

## 人口

1962-2008年间人口变化图示

卡斯特里于2022年1月1日时的人口数量为6722人。

## 友好城市
- 義大利 沃尔皮亚诺（2010年）